# مارك إتش أ. ديفيس
مارك إتش أ. ديفيس (بالإنجليزية: Mark H. A. Davis)‏ هو أستاذ جامعي ورياضياتي بريطاني، ولد في 28 ديسمبر 1950.